# Seleção Alemã de Voleibol Masculino

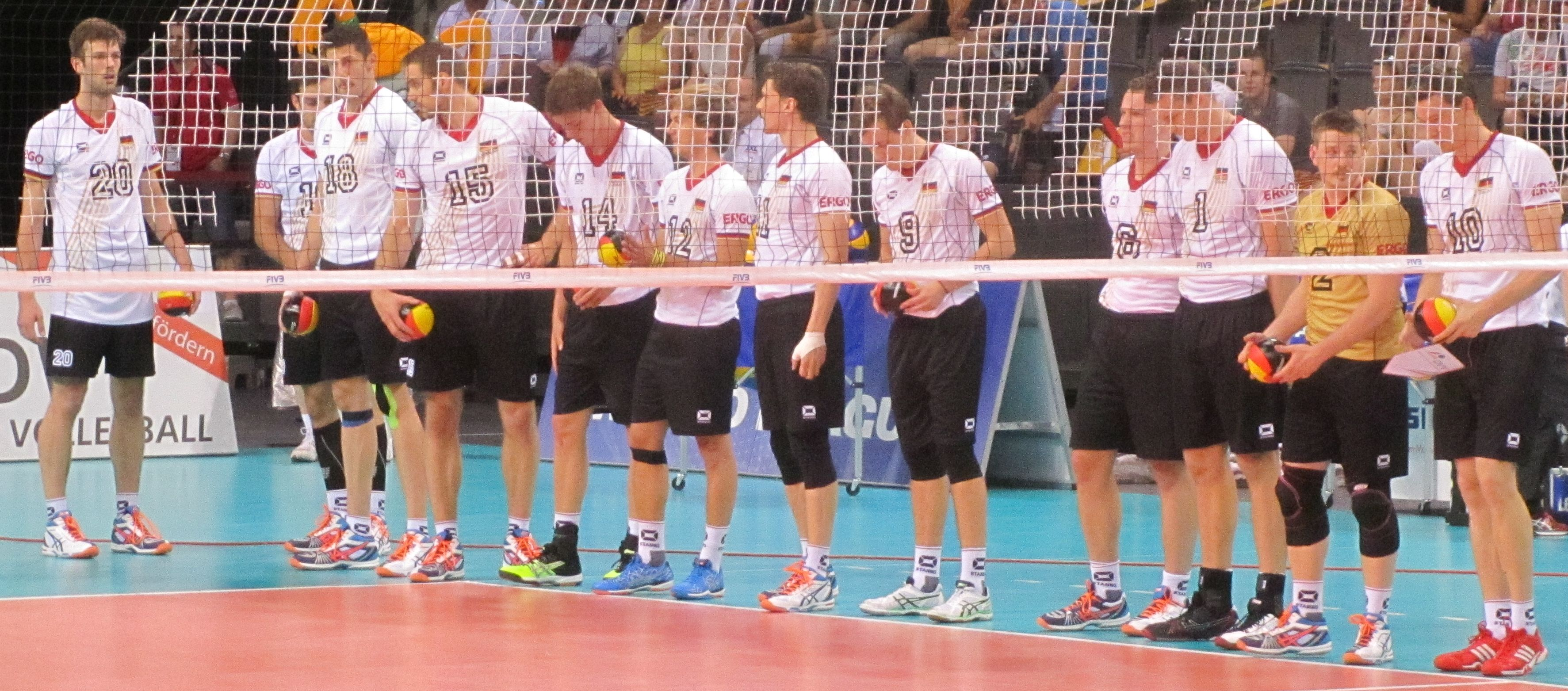
Equipe alemã durante o Campeonato Mundial de 2014.

A Seleção alemã de voleibol masculino representa a Alemanha em competições internacionais e em jogos amistosos. É governada pela Federação Alemã de Voleibol (em em alemão:  Deutscher Volleyball-Verband, DVV) que é afiliada a Confederação Europeia de Voleibol (CEV). Após a reunificação alemã, a nova equipe foi formada através da fusão das Alemanhas Ocidental e Oriental e seus recordes e conquistas foram absorvidos. Encontra-se na 8ª posição do ranking mundial da FIVB segundo dados de 31 de agosto de 2024.
Ainda não conquistou um grande título, mas em 2014, no Campeonato Mundial realizado na Polônia, alcançou a fase semifinal e conquistou a medalha de bronze.

## Resultados nas principais competições

### Jogos Olímpicos
| Ano  | Sede    | Classificação |
| ---- | ------- | ------------- |
| 1972 | Munique | 11º           |
| 2008 | Pequim  | 9º            |
| 2012 | Londres | 5º            |
| 2024 | Paris   | 6º            |

### Campeonato Mundial
| Ano  | Sede                | Classificação |
| ---- | ------------------- | ------------- |
| 1994 | Grécia              | 11º           |
| 2006 | Japão               | 9º            |
| 2010 | Itália              | 8º            |
| 2014 | Polónia             | 3º            |
| 2022 | Eslovênia / Polónia | 15º           |

### Copa do Mundo
| Ano  | Sede              | Classificação |
| ---- | ----------------- | ------------- |
| 1969 | Alemanha Oriental | 10º           |
| 1991 | Japão             | 7º            |

### Copa dos Campeões
A seleção alemã nunca participou da Copa dos Campeões.

### Liga das Nações
| Ano  | Sede    | Classificação |
| ---- | ------- | ------------- |
| 2018 | Lille   | 9º            |
| 2019 | Chicago | 14º           |
| 2021 | Rimini  | 13º           |
| 2022 | Bolonha | 12º           |
| 2023 | Gdansk  | 11º           |
| 2024 | Łódź    | 11°           |
| 2025 | Ningbo  | 15º           |

### Liga Mundial
| Ano  | Sede                  | Classificação |
| ---- | --------------------- | ------------- |
| 1992 | Gênova                | 12º           |
| 1993 | São Paulo             | 8º            |
| 1994 | Milão                 | 10º           |
| 2001 | Katowice              | 13º           |
| 2002 | Belo Horizonte–Recife | 9º            |
| 2003 | Madri                 | 10º           |
| 2010 | Córdoba               | 9º            |
| 2011 | Gdansk–Sopot          | 11º           |
| 2012 | Sófia                 | 5º            |
| 2013 | Mar del Plata         | 7º            |
| 2014 | Florença              | 16º           |
| 2016 | Cracóvia              | 26º           |
| 2017 | Curitiba              | 27º           |

### Campeonato Europeu
| Ano  | Sede                                            | Classificação |
| ---- | ----------------------------------------------- | ------------- |
| 1991 | Alemanha                                        | 4º            |
| 1993 | Finlândia                                       | 4º            |
| 1995 | Grécia                                          | 8º            |
| 1997 | Países Baixos                                   | 9º            |
| 2001 | Chéquia                                         | 9º            |
| 2003 | Alemanha                                        | 7º            |
| 2007 | Rússia                                          | 5º            |
| 2009 | Turquia                                         | 6º            |
| 2011 | Áustria / Chéquia                               | 15º           |
| 2013 | Dinamarca / Polónia                             | 6º            |
| 2015 | Bulgária / Itália                               | 8º            |
| 2017 | Polónia                                         | 2º            |
| 2019 | Bélgica / Eslovênia / França / Países Baixos    | 8º            |
| 2021 | Chéquia / Estónia / Finlândia / Polónia         | 6º            |
| 2023 | Bulgária / Israel / Itália / Macedônia do Norte | 9º            |

### Liga Europeia
| Ano  | Sede     | Classificação |
| ---- | -------- | ------------- |
| 2004 | Opava    | 4º            |
| 2005 | Cazã     | 5º            |
| 2006 | Esmirna  | 5º            |
| 2007 | Portimão | 6º            |
| 2008 | Bursa    | 4º            |
| 2009 | Portimão | 1º            |

### Jogos Europeus
| Ano  | Sede | Classificação |
| ---- | ---- | ------------- |
| 2015 | Bacu | 5º            |

## Medalhas
| Evento             | Ouro | Prata | Bronze | Total |
| ------------------ | ---- | ----- | ------ | ----- |
| Jogos Olímpicos    | 0    | 0     | 0      | 0     |
| Campeonato Mundial | 0    | 0     | 1      | 1     |
| Copa do Mundo      | 0    | 0     | 0      | 0     |
| Copa dos Campeões  | 0    | 0     | 0      | 0     |
| Liga Mundial       | 0    | 0     | 0      | 0     |
| Liga das Nações    | 0    | 0     | 0      | 0     |
| Campeonato Europeu | 0    | 1     | 0      | 1     |
| Liga Europeia      | 1    | 0     | 0      | 1     |
| Jogos Europeus     | 1    | 0     | 0      | 1     |
| Total              | 2    | 1     | 1      | 4     |

## Elenco atual
Lista de jogadores de acordo com a última convocação do Campeonato Mundial de 2022.
Técnico:  Michał Winiarski
| Camisa | Nome               | Posição    | Altura (m) | Peso (kg) | Clube atual               |
| ------ | ------------------ | ---------- | ---------- | --------- | ------------------------- |
| 1      | Christian Fromm    | ponteiro   | 2,04       | 99        | Foinikas Syros ONE        |
| 3      | Ruben Schott       | ponteiro   | 1,92       | 87        | Berlin Recycling Volleys  |
| 5      | Moritz Reichert    | ponteiro   | 1,95       | 80        | Tourcoing Lille Métropole |
| 7      | David Sossenheimer | ponteiro   | 1,93       | 92        | Arago de Sète             |
| 10     | Julian Zenger      | líbero     | 1,90       | 80        | Pallavolo Padova          |
| 11     | Lukas Kampa        | levantador | 1,96       | 90        | Trefl Gdańsk              |
| 14     | Moritz Karlitzek   | ponteiro   | 1,91       | 85        | Indykpol AZS Olsztyn      |
| 17     | Jan Zimmermann     | levantador | 1,90       | 83        | BBTS Bielsko-Biała        |
| 18     | Florian Krage      | central    | 2,04       | 102       | Cuprum Lubin              |
| 20     | Linus Weber        | oposto     | 2,01       | 106       | Projekt Warszawa          |
| 21     | Tobias Krick       | central    | 2,11       | 104       | Modena Volley             |
| 22     | Tobias Brand       | ponteiro   | 1,95       | 86        | SWD Powervolleys Düren    |
| 25     | Lukas Maase        | oposto     | 2,12       | 95        | SVG Lüneburg              |
| 45     | Jakob Günthör      | central    | 2,10       | 96        | Helios Grizzlies Giesen   |